# Mastophora cornigera
Mastophora cornigera là một loài nhện trong họ Araneidae.
Loài này thuộc chi Mastophora. Mastophora cornigera được Nicholas Marcellus Hentz miêu tả năm 1850.